# Montigny-le-Guesdier
Pour les articles homonymes, voir Montigny.
Montigny-le-Guesdier est une commune française située dans le département de Seine-et-Marne en région Île-de-France.

## Géographie

### Localisation
La commune est située au sud-est du département de Seine-et-Marne en limite du département de l'Yonne à quatre kilomètres au sud de Bray-sur-Seine.

### Communes limitrophes
| Mousseaux-lès-Bray |                      | Jaulnes          |
|                    | Montigny-le-Guesdier |                  |
|                    | Sergines (Yonne)     | Compigny (Yonne) |

### Géologie et relief
La commune est classée en zone de sismicité 1, correspondant à une sismicité très faible.
L'altitude varie de 64 mètres à 136 mètres pour le point le plus haut , le centre du bourg se situant à environ 89 mètres d'altitude (mairie).

### Hydrographie
La commune n’est traversée par aucun cours d'eau.

### Climat
Pour des articles plus généraux, voir Climat de l'Île-de-France et Climat de Seine-et-Marne.
En 2010, le climat de la commune est de type climat océanique dégradé des plaines du Centre et du Nord, selon une étude du CNRS s'appuyant sur une série de données couvrant la période 1971-2000. En 2020, Météo-France publie une typologie des climats de la France métropolitaine dans laquelle la commune est exposée à un climat océanique altéré et est dans la région climatique Nord-est du bassin Parisien, caractérisée par un ensoleillement médiocre, une pluviométrie moyenne régulièrement répartie au cours de l’année et un hiver froid (3 °C).
Pour la période 1971-2000, la température annuelle moyenne est de 10,9 °C, avec une amplitude thermique annuelle de 15,5 °C. Le cumul annuel moyen de précipitations est de 703 mm, avec 11,2 jours de précipitations en janvier et 7,4 jours en juillet. Pour la période 1991-2020, la température moyenne annuelle observée sur la station météorologique la plus proche, située sur la commune de Bouy-sur-Orvin à 18 km à vol d'oiseau, est de 11,4 °C et le cumul annuel moyen de précipitations est de 635,9 mm,. Pour l'avenir, les paramètres climatiques de la commune estimés pour 2050 selon différents scénarios d'émission de gaz à effet de serre sont consultables sur un site dédié publié par Météo-France en novembre 2022.

### Milieux naturels et biodiversité

#### Réseau Natura 2000

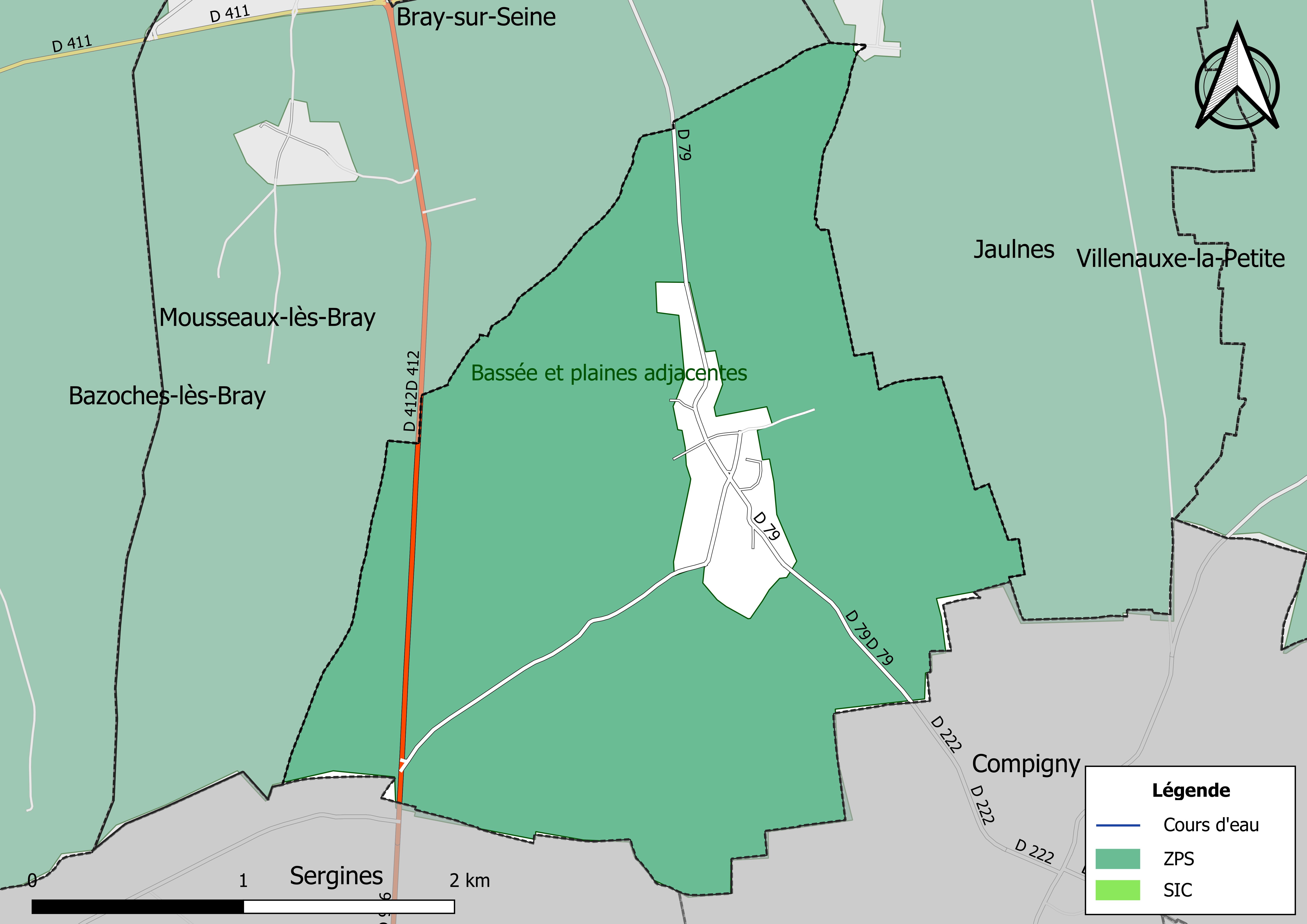
Sites Natura 2000 sur le territoire communal.

Le réseau Natura 2000 est un réseau écologique européen de sites naturels d’intérêt écologique élaboré à partir des Directives « Habitats » et « Oiseaux ». Ce réseau est constitué de Zones spéciales de conservation (ZSC) et de Zones de protection spéciale (ZPS). Dans les zones de ce réseau, les États Membres s'engagent à maintenir dans un état de conservation favorable les types d'habitats et d'espèces concernés, par le biais de mesures réglementaires, administratives ou contractuelles.
Un  site Natura 2000 a été défini sur la commune au titre de la « directive Oiseaux », :  
- la « Bassée et plaines adjacentes », d'une superficie de 27 643 ha, une vaste plaine alluviale de la Seine bordée par un coteau marqué au nord et par un plateau agricole au sud. Elle abrite une importante diversité de milieux qui conditionnent la présence d’une avifaune très riche[12],[13].

## Urbanisme

### Typologie
Au 1er janvier 2024, Montigny-le-Guesdier est catégorisée commune rurale à habitat dispersé, selon la nouvelle grille communale de densité à sept niveaux définie par l'Insee en 2022.
Elle est située hors unité urbaine. Par ailleurs la commune fait partie de l'aire d'attraction de Paris, dont elle est une commune de la couronne,. Cette aire regroupe 1 929 communes,.

### Lieux-dits et écarts
La commune compte 37 lieux-dits administratifs répertoriés consultables ici (source : le fichier Fantoir) dont la Belle-Épine.

### Occupation des sols
L'occupation des sols de la commune, telle qu'elle ressort de la base de données européenne d’occupation biophysique des sols Corine Land Cover (CLC), est marquée par l'importance des territoires agricoles (96,3 % en 2018), une proportion sensiblement équivalente à celle de 1990 (96,4 %). La répartition détaillée en 2018 est la suivante : 
terres arables (96,3% ), zones urbanisées (3,7 %).
Parallèlement, L'Institut Paris Région, agence d'urbanisme de la région Île-de-France, a mis en place un inventaire numérique de l'occupation du sol de l'Île-de-France, dénommé le MOS (Mode d'occupation du sol), actualisé régulièrement depuis sa première édition en 1982. Réalisé à partir de photos aériennes, le Mos distingue les espaces naturels, agricoles et forestiers mais aussi les espaces urbains (habitat, infrastructures, équipements, activités économiques, etc.) selon une classification pouvant aller jusqu'à 81 postes, différente de celle de Corine Land Cover,,. L'Institut met également à disposition des outils permettant de visualiser par photo aérienne l'évolution de l'occupation des sols de la commune entre 1949 et 2018.

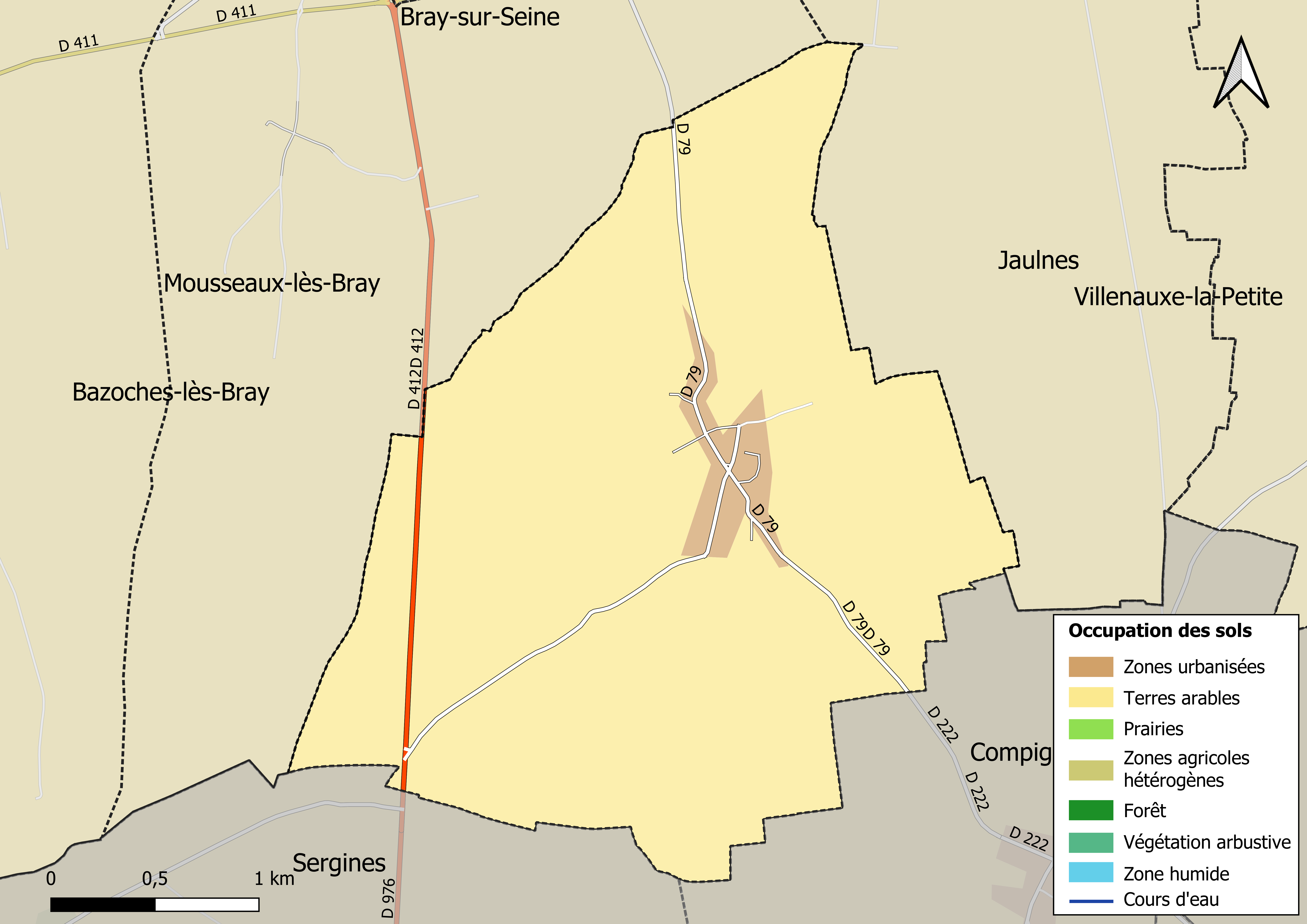
Carte des infrastructures et de l'occupation des sols en 2018 (CLC) de la commune.
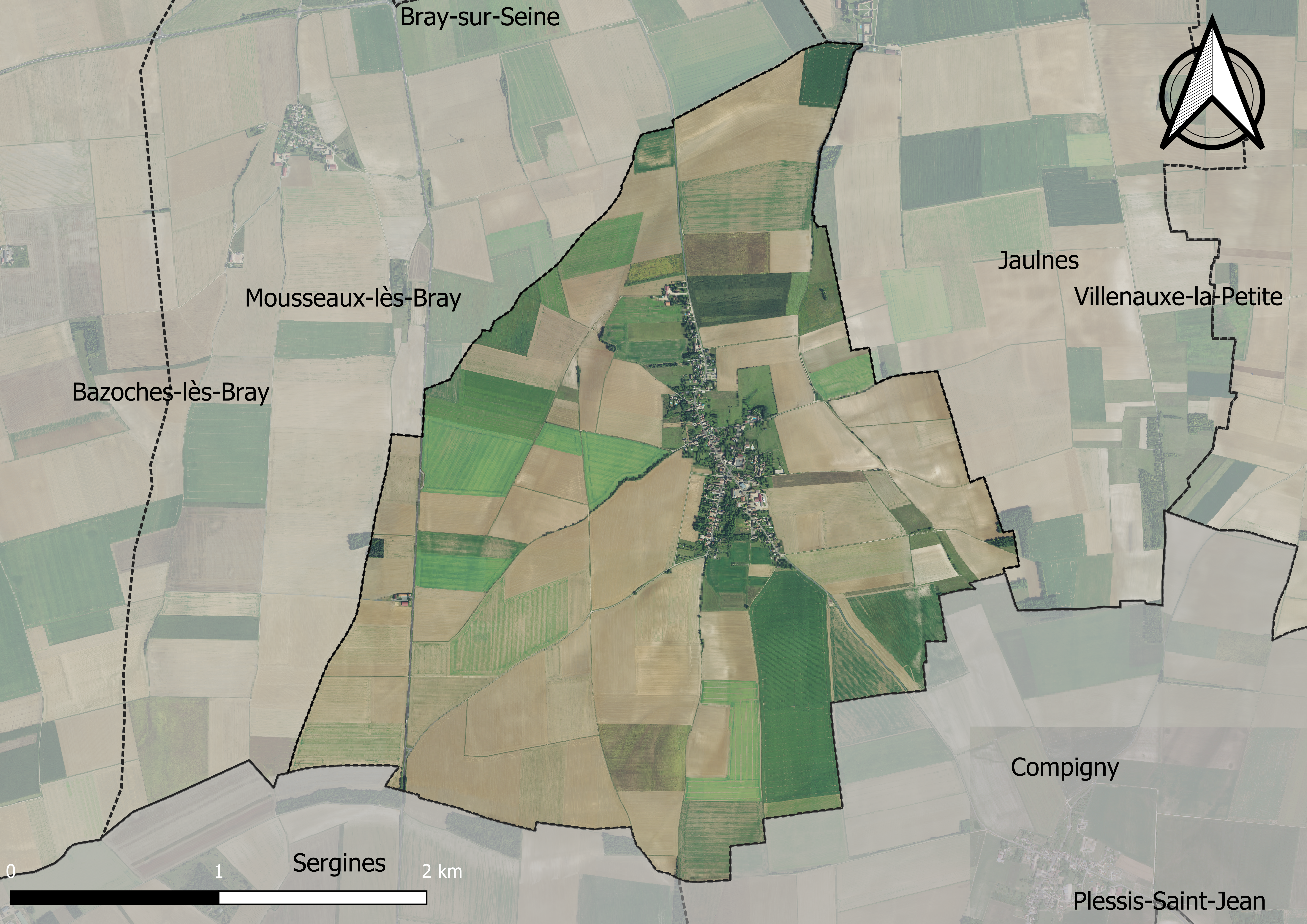
Carte orhophotogrammétrique de la commune.

### Planification
La loi SRU du 13 décembre 2000 a incité les communes à se regrouper au sein d’un établissement public, pour déterminer les partis d’aménagement de l’espace au sein d’un SCoT, un document d’orientation stratégique des politiques publiques à une grande échelle et à un horizon de 20 ans et s'imposant aux documents d'urbanisme locaux, les PLU (Plan local d'urbanisme). La commune est dans le territoire du SCOT Grand Provinois, dont le projet a été arrêté le 29 janvier 2020, porté par le syndicat mixte d’études et de programmation (SMEP) du Grand Provinois, qui regroupe les Communautés de Communes du Provinois et de Bassée-Montois, soit 82 communes.
La commune disposait en 2019 d'un plan local d'urbanisme en révision. Un plan local d'urbanisme intercommunal couvrant le territoire de la communauté de communes de la Bassée - Montois était en élaboration,. Le zonage réglementaire et le règlement associé peuvent être consultés sur le Géoportail de l'urbanisme.

### Logement
En 2017, le nombre total de logements dans la commune était de 151 dont 98,6 % de maisons.
Parmi ces logements, 83,2 % étaient des résidences principales, 7,6 % des résidences secondaires et 9,2 % des logements vacants.
La part des ménages fiscaux propriétaires de leur résidence principale s'élevait à 93,7 % contre 5,5 % de locataires et 0,8 % logés gratuitement.

### Voies de communication et transports

#### Transports
La commune est desservie par la ligne d'autocars No 3202 du réseau de bus Provinois - Brie et Seine (Fontaine-Fourches - Montereau-Fault-Yonne).

## Toponymie
Les "Montigny" viennent tous de Montaniacum, formé avec le suffixe d'origine gauloise -acum. Montigny-le-Guesdier est composé de deux termes :
- le premier pourrait signifier donc "montagne couverte de gros bois", soit faire référence à un anthroponyme noble Montanus et signifier "domaine de Montanus".
- le deuxième« guède*», autrefois «vouède», (waide en picard) dérive d'une racine germanique (woad en anglais et waid en allemand), issue du latin glastum.
- La guède est une plante bisannuelle de la famille des Brassicacées. Isatis tinctoria, qui appartient à la famille des choux, radis, colza, est connue depuis la plus Haute Antiquité; elle servait, accessoirement, de plante fourragère ou oléagineuse. C'était la principale teinture pour obtenir des draps de couleur froide (bleu, noir, vert ou violet). On l'appelait "waide" en Picardie et "pastel" dans le midi toulousain (le Lauragais, surnommé pays de Cocagne* car le pastel est parfois aggloméré en boules nommées « coques » ou « coquaignes* » qui firent la fortune de cette région).

La culture de cette plante sur le territoire de la commune reste néanmoins à attester.
Les habitants sont appelés les Espagnols : en effet " [...] quand Thibaud IV fut roi de Navarre en 1234, des colonies ibériques s'installèrent à proximité de Nogent-sur-Seine, à Montigny-le-Guesdier, à Villeneuve-aux-Riches-Hommes (Aube) et à Saint-Maurice-aux-Riches-Hommes (Yonne). Aussi les vocables « Riches-Hommes » recouvrent-ils directement les termes "Ricos Hombres" issus du vocabulaire de la noblesse espagnole".[...]

## Politique et administration

### Liste des maires
| Période                                  | Période  | Identité        | Étiquette | Qualité |
| ---------------------------------------- | -------- | --------------- | --------- | ------- |
| Les données manquantes sont à compléter. |          |                 |           |         |
| avant 1981                               | ?        | René Macquin    |           |         |
|                                          |          |                 |           |         |
| septembre 2001                           | En cours | Évelyne Sivanne |           |         |

## Équipements et services

### Eau et assainissement
L’organisation de la distribution de l’eau potable, de la collecte et du traitement des eaux usées et pluviales relève des communes. La loi NOTRe de 2015 a accru le rôle des EPCI à fiscalité propre en leur transférant cette compétence. Ce transfert devait en principe être effectif au 1er janvier 2020, mais la loi Ferrand-Fesneau du 3 août 2018 a introduit la possibilité d’un report de ce transfert au 1er janvier 2026,.

#### Assainissement des eaux usées
En 2020, la commune de Montigny-le-Guesdier ne dispose pas d'assainissement collectif,.
L’assainissement non collectif (ANC) désigne les installations individuelles de traitement des eaux domestiques qui ne sont pas desservies par un réseau public de collecte des eaux usées et qui doivent en conséquence traiter elles-mêmes leurs eaux usées avant de les rejeter dans le milieu naturel. La communauté de communes de la Bassée - Montois (CCBM) assure pour le compte de la commune le service public d'assainissement non collectif (SPANC), qui a pour mission de vérifier la bonne exécution des travaux de réalisation et de réhabilitation, ainsi que le bon fonctionnement et l’entretien des installations,.

#### Eau potable
En 2020, l'alimentation en eau potable est assurée par la commune qui en a délégué la gestion à l'entreprise Suez, dont le contrat expire le 26 février 2026,,.
Les nappes de Beauce et du Champigny sont classées en zone de répartition des eaux (ZRE), signifiant un déséquilibre entre les besoins en eau et la ressource disponible. Le changement climatique est susceptible d’aggraver ce déséquilibre. Ainsi afin de renforcer la garantie d’une distribution d’une eau de qualité en permanence sur le territoire du département, le troisième Plan départemental de l’eau signé, le 3 octobre 2017, contient un plan d’actions afin d’assurer avec priorisation la sécurisation de l’alimentation en eau potable des Seine-et-Marnais. A cette fin a été préparé et publié en décembre 2020 un schéma départemental d’alimentation en eau potable de secours dans lequel huit secteurs prioritaires sont définis. La commune fait partie du secteur Bassée Montois.

## Population et société

### Démographie
L'évolution du nombre d'habitants est connue à travers les recensements de la population effectués dans la commune depuis 1793. Pour les communes de moins de 10 000 habitants, une enquête de recensement portant sur toute la population est réalisée tous les cinq ans, les populations de référence des années intermédiaires étant quant à elles estimées par interpolation ou extrapolation. Pour la commune, le premier recensement exhaustif entrant dans le cadre du nouveau dispositif a été réalisé en 2004.

En 2022, la commune comptait 302 habitants, en évolution de +1 % par rapport à 2016 (Seine-et-Marne : +3,92 %, France hors Mayotte : +2,11 %).
| 1793 | 1800 | 1806 | 1821 | 1831 | 1836 | 1841 | 1846 | 1851 |
| ---- | ---- | ---- | ---- | ---- | ---- | ---- | ---- | ---- |
| 414  | 394  | 446  | 373  | 410  | 417  | 417  | 407  | 401  |

| 1856 | 1861 | 1866 | 1872 | 1876 | 1881 | 1886 | 1891 | 1896 |
| ---- | ---- | ---- | ---- | ---- | ---- | ---- | ---- | ---- |
| 421  | 404  | 428  | 406  | 371  | 376  | 358  | 350  | 292  |

| 1901 | 1906 | 1911 | 1921 | 1926 | 1931 | 1936 | 1946 | 1954 |
| ---- | ---- | ---- | ---- | ---- | ---- | ---- | ---- | ---- |
| 286  | 272  | 233  | 200  | 205  | 222  | 227  | 275  | 278  |

| 1962 | 1968 | 1975 | 1982 | 1990 | 1999 | 2004 | 2006 | 2009 |
| ---- | ---- | ---- | ---- | ---- | ---- | ---- | ---- | ---- |
| 282  | 255  | 170  | 192  | 252  | 285  | 290  | 273  | 301  |

| 2014 | 2019 | 2022 | - | - | - | - | - | - |
| ---- | ---- | ---- | - | - | - | - | - | - |
| 300  | 305  | 302  | - | - | - | - | - | - |

### Enseignement
La commune ne dispose pas d’école primaire publique (maternelle ou élémentaire).

## Économie
Exploitations agricoles.

### Secteurs d'activité

#### Agriculture
Montigny-le-Guesdier est dans la petite région agricole dénommée la « Bassée » ou « Basse Seine », au sud-est du département. En 2010, l'orientation technico-économique de l'agriculture sur la commune est la culture de céréales et d'oléoprotéagineux (COP).
Si la productivité agricole de la Seine-et-Marne se situe dans le peloton de tête des départements français, le département enregistre un double phénomène de disparition des terres cultivables (près de 2 000 ha par an dans les années 1980, moins dans les années 2000) et de réduction d'environ 30 % du nombre d'agriculteurs dans les années 2010. Cette tendance se retrouve au niveau de la commune où le nombre d’exploitations est passé de 8 en 1988 à 5 en 2010. Parallèlement, la taille de ces exploitations augmente, passant de 94 ha en 1988 à 105 ha en 2010.
Le tableau ci-dessous présente les principales caractéristiques des exploitations agricoles de Montigny-le-Guesdier, observées sur une période de 22 ans : 
|                                      | 1988 | 2000 | 2010 |
| ------------------------------------ | ---- | ---- | ---- |
| Dimension économique,                |      |      |      |
| Nombre d’exploitations (u)           | 8    | 7    | 5    |
| Travail (UTA)                        | 15   | 10   | 6    |
| Surface agricole utilisée (ha)       | 749  | 719  | 525  |
| Cultures                             |      |      |      |
| Terres labourables (ha)              | 748  | 714  | 525  |
| Céréales (ha)                        | 464  | s    | 310  |
| dont blé tendre (ha)                 | 359  | 346  | 212  |
| dont maïs-grain et maïs-semence (ha) | 24   |      |      |
| Tournesol (ha)                       | 97   | s    | 41   |
| Colza et navette (ha)                | s    | 79   | 91   |
| Élevage                              |      |      |      |
| Cheptel (UGBTA)                      | 5    | 6    | 18   |

## Culture locale et patrimoine

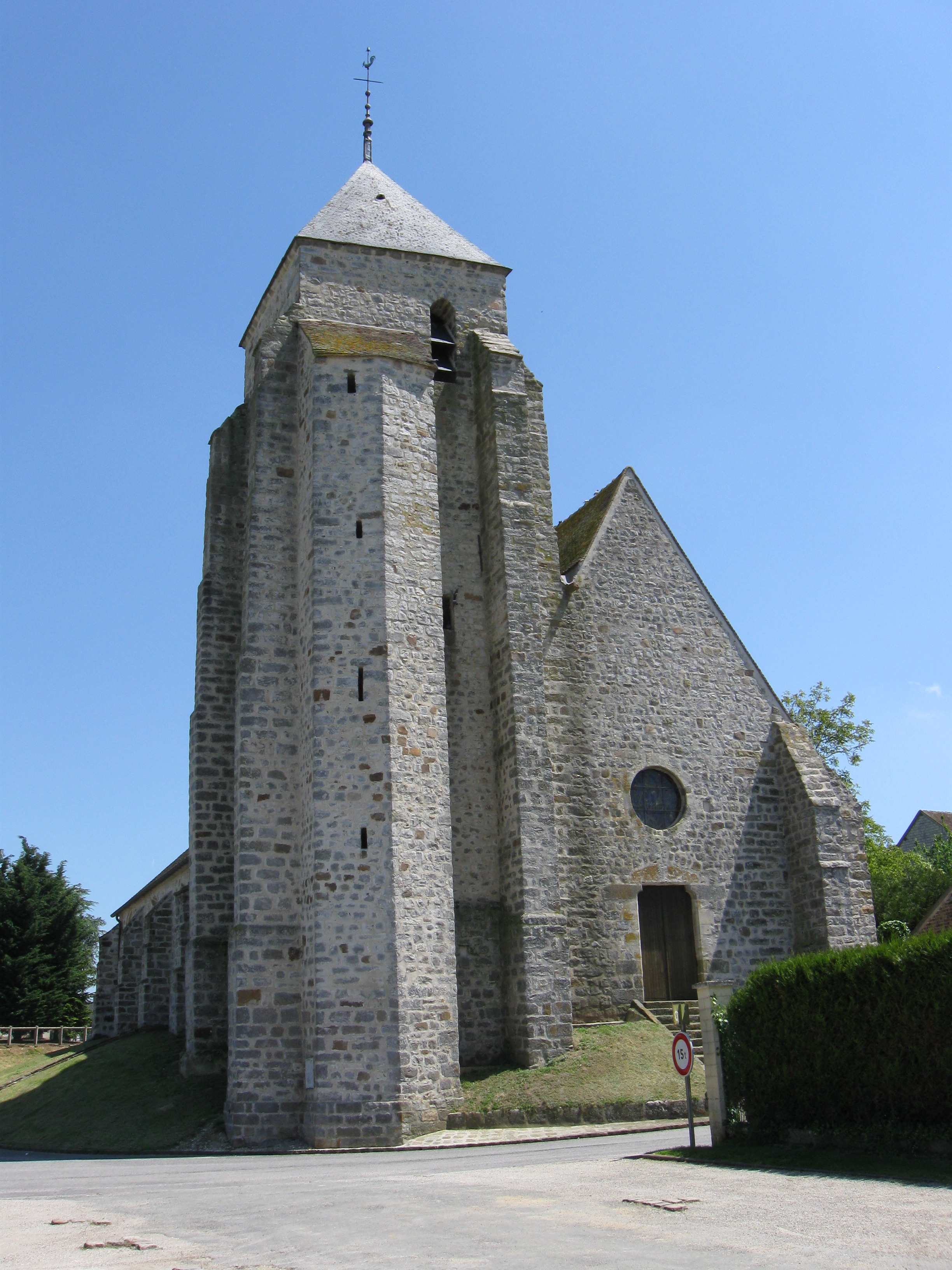
L'église Saint-Jacques.

### Lieux et monuments
- Église Saint-Jacques, XIIe et XVIe siècles, inscrite au titre des monuments historiques[44], 48° 22′ 59″ N, 3° 15′ 16″ E ;
- Grange aux Dîmes, XVIe siècle, inscrite au titre des monuments historiques[45].